# Василевский, Владимир Гаврилович
Владимир Гаврилович Василевский (12 августа 1913, Ростов-на-Дону, — 1 апреля 2000, там же) — полковник авиации, Герой Советского Союза (1944).

## Биография
Родился 12 августа 1913 года в городе Ростов-на-Дону в семье рабочего.
Окончил морской политехникум. С 1936 года находился на службе в Военно-Морском Флоте. В 1937 году окончил Ейское военное авиационное училище морских лётчиков, после чего служил стрелком-бомбардиром в 40-м бомбардировочном авиационном полку 63-й тяжелобомбардировочной авиационной бригады дальнего действия ВВС Черноморского флота.
Участник Великой Отечественной войны с первого дня. Участник обороны Одессы и Севастополя. Стал штурманом-разведчиком, показал себя мастером огня по морским и воздушным целям. С июня 1942 года служил в 27-й отдельной разведывательной эскадрилье, а с мая 1943 года — в 30-м разведывательном авиационном полку ВВС Черноморского флота. Член ВКП(б) с 1942 года.
Всего совершил 292 боевых вылета. Потопил монитор, 3 транспорта, 2 быстроходные десантные баржи, катер, плавучий док противника. В воздушных боях сбил лично 3 вражеских самолёта и 13 — в группе с товарищами.
После войны Василевский продолжил службу в ВВС СССР. В 1955 году окончил Военно-Воздушную академию.
С 1968 года полковник В. Г. Василевский — в запасе, жил в Ростове-на-Дону.
Умер 1 апреля 2000 года, похоронен на Северном кладбище Ростова-на-Дону.

## Награды
- 5 ноября 1944 года за мужество и воинскую доблесть, проявленные в боях со врагами, ему было присвоено звание Героя Советского Союза.
- Награждён орденами Ленина, Красного Знамени (дважды), Отечественной войны 1-й степени (дважды), Красной Звезды, Знак Почёта, а также медалями.

## Память

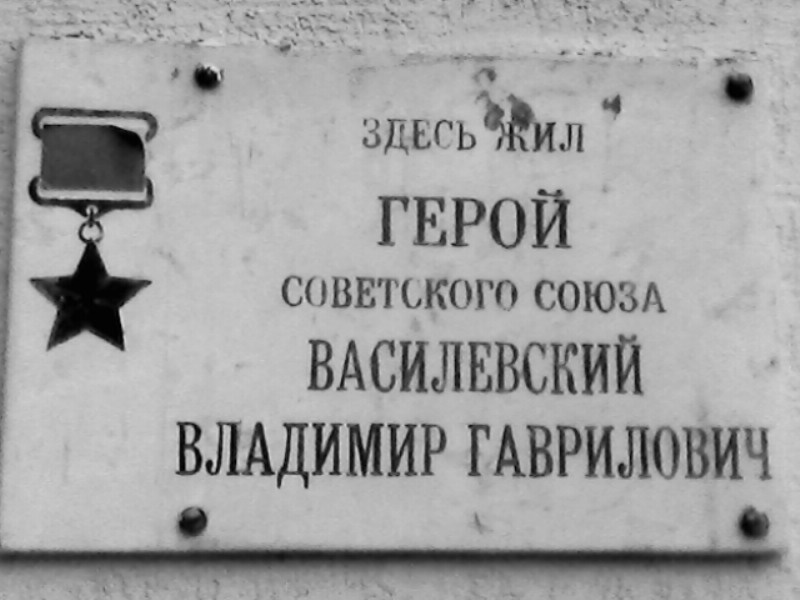
Мемориальная доска в Ростове-на-Дону
Могила на Северном кладбище Ростова-на-Дону
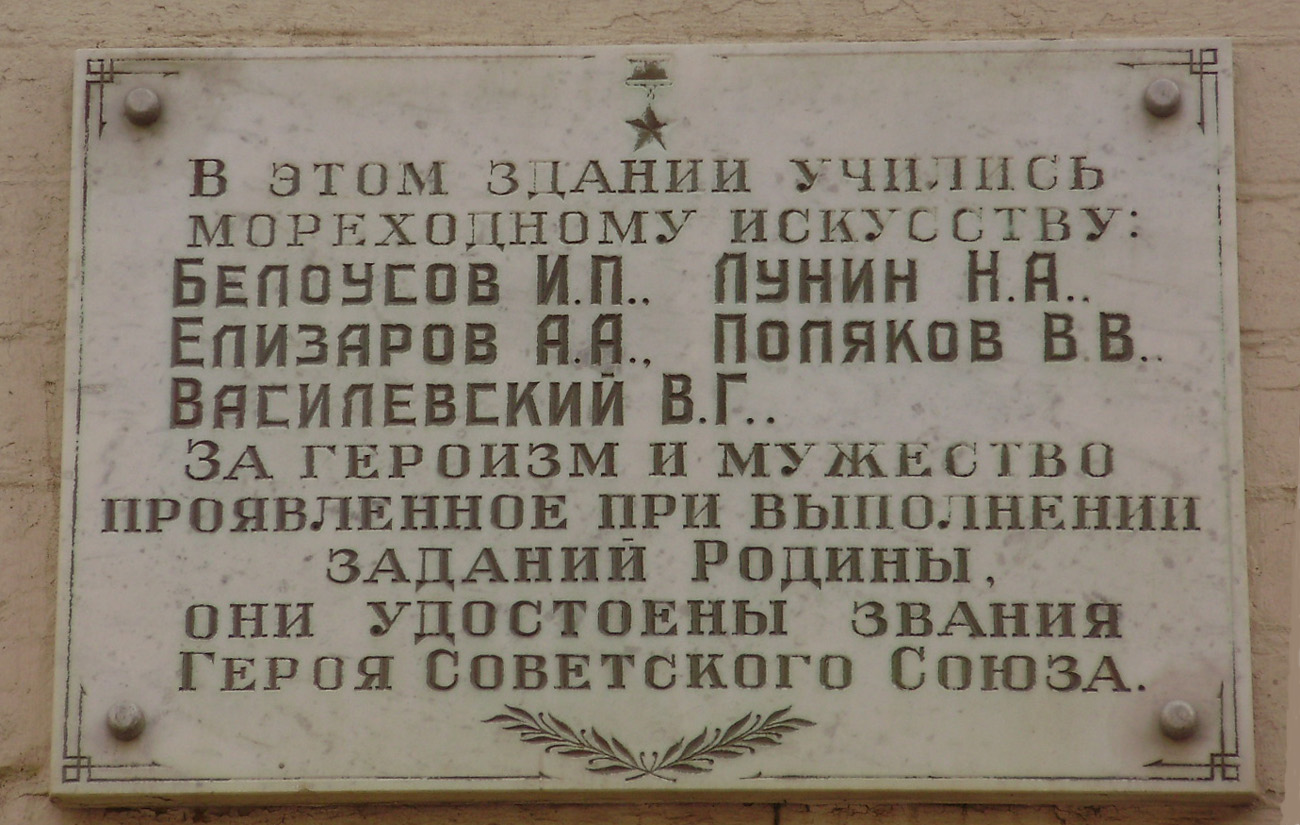
Памятная доска в Ростове-на-Дону